# Gentile Virginio Orsini
Gentile Virginio Orsini, detto anche Gentile Virgilio, VIII conte di Tagliacozzo e III signore di Bracciano (Bracciano, 1445 circa – Napoli, 17 gennaio 1497), è stato un nobile e condottiero italiano.

## Biografia
Figlio di Napoleone Orsini e nipote di Orso Orsini, fu mercenario al servizio del regno di Napoli e signore di Bracciano.
Nel 1481 dopo essere stato privato da Fabrizio Colonna delle contee di Albe e Tagliacozzo, ottenne da Sisto IV l'investitura comitale di Campagnano. Nel maggio 1484 prese parte con Girolamo Riario, alla cattura del protonotario Lorenzo Oddone Colonna che causò il saccheggio e l'incendio della propria abitazione a Monte Giordano.

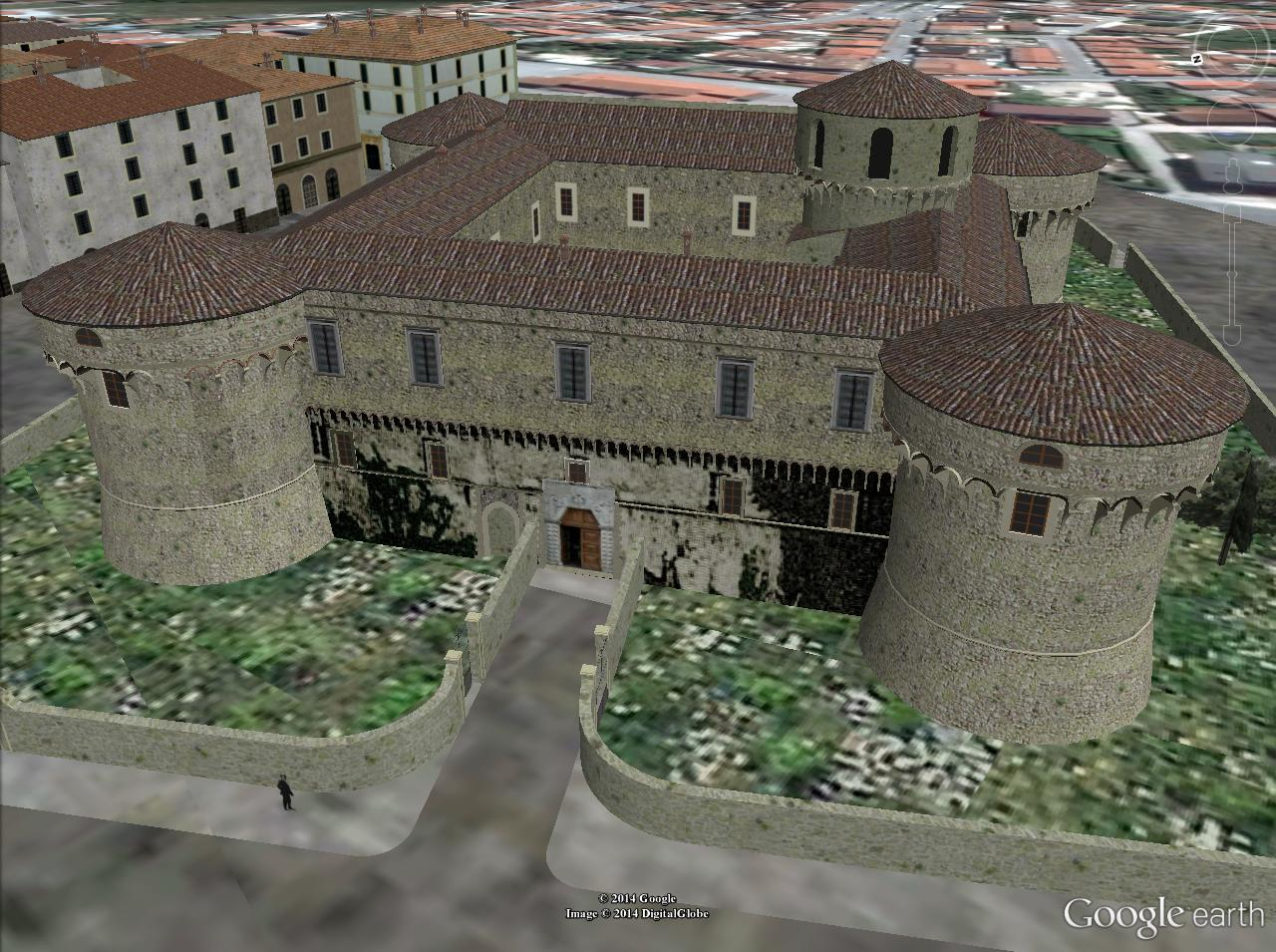
Ricostruzione grafica del castello Orsini-Colonna di Avezzano, prima del terremoto del 1915

Fortemente coinvolto nelle lotte tra Papato, Colonna e altri sovrani degli stati italiani del XV secolo, in particolare i re di Napoli, nel 1486 sconfisse i baroni napoletani capeggiati da Antonello Petrucci nella battaglia di Montorio e nel 1494 fu catturato da Carlo VIII di Francia per poi fuggire miracolosamente durante la battaglia di Fornovo. 
 
Nello stesso periodo, contese più volte le contee abruzzesi, alla morte di Innocenzo VIII nel 1492 ottenne di acquistare da Franceschetto Cybo la contea di Anguillara e i castra di Cerveteri, Monterano e Viano.
Mantenutosi fedele agli aragonesi, nel 1495 dopo la perdita definitiva delle contee di Albe e Tagliacozzo in favore del suo nemico Fabrizio I Colonna per volontà del re di Napoli, maturò il proposito di passare alla fazione francese che gli costò la definitiva perdita dell'appoggio del sovrano aragonese che ottemperando alla volontà di Alessandro VI che mirava ad impadronirsi dello stato di Bracciano, cui l'Orsini non intese rinunciare, venne imprigionato a Napoli dopo la presa di Atella nel settembre 1496 e morì agli inizi del 1497 in Castel dell'Ovo, forse, come si disse, avvelenato per ordine del medesimo  pontefice.

## Discendenza
Gentile Virginio ebbe quattro figli:
- Carlo (?-1505), figlio naturale, condottiero
- Giambattista, religioso
- Gian Giordano (?-post 1513), suo successore nel feudo di Bracciano
- Annibale Antonio (?-1555), figlio naturale e letterato.